# Anthrax midas
Anthrax midas är en tvåvingeart som beskrevs av Fabricius 1805. Anthrax midas ingår i släktet Anthrax och familjen svävflugor. Inga underarter finns listade i Catalogue of Life.